# 王道玉
王道玉（1941年12月—），男，山东鄄城人，中华人民共和国政治人物，曾任山东省人大常委会副主任，第七届全国人大代表。